# Movilización estudiantil en Chile de 2015
La movilización estudiantil de 2015 corresponde a una serie de manifestaciones realizadas a nivel nacional por estudiantes secundarios y universitarios de Chile a partir del mes de abril, como respuesta en contra a una serie de medidas propuestas en la reforma educacional impulsada por el segundo gobierno de Michelle Bachelet.

## Antecedentes
Las primeras reacciones surgieron tras la presentación de los primeros proyectos de ley por parte de la presidenta Michelle Bachelet en mayo de 2014, con los que llevaría a cabo una reforma educacional que contemplaría una serie de cambios en el modelo educativo chileno. Esto produjo una serie de repercusiones en varios sectores de la sociedad nacional. En junio de ese mismo año, profesores de la educación pública chilena comenzaron las primeras movilizaciones en contra de algunos puntos de esta reforma por parte de un sector disidente del Colegio de Profesores de Chile. A medida que fueron recibiendo más apoyo dentro del gremio iniciaron el denominado paro docente, sumado en paralelo a una serie de manifestaciones organizadas por la Confederación de Padres y Apoderados de Colegios Particulares y Subvencionados de Chile (Confepa).
La Confederación de Estudiantes de Chile (Confech), convocó a la primera marcha masiva de estudiantes del año 2015 para el 16 de abril en Santiago, donde expresaron sus diversas demandas en torno a la educación chilena.
El 14 de mayo se realizó en Valparaíso una segunda marcha estudiantil previa a la segunda cuenta pública ante el Congreso Nacional de la presidenta Bachelet. Al concluir con el evento, fueron provocados una serie de disturbios aledaños a la propia manifestación, el fallecimiento de dos universitarios baleados por otro joven en las inmediaciones de la marcha a causa de un rayado de grafiti, uno de ellos era militante activo de las Juventudes Comunistas de Chile, además de algunos estudiantes lesionados, convirtiéndose en un caso mediático el de Rodrigo Avilés, quien fue herido de gravedad tras recibir un chorro a corta distancia de un carro lanza-agua de Carabineros. Estos incidentes provocaron un rotundo rechazo dentro de la comunidad estudiantil a nivel nacional, realizando velatones y otro tipo de manifestaciones públicas a lo largo del país, incluyendo las primeras tomas de universidades en el año como la de la Facultad de Humanidades de la Universidad de Valparaíso.[cita requerida]
Durante la noche del viernes 29 de mayo, estudiantes realizaron una marcha autorizada organizada por la Confech y la Coordinadora Nacional de Estudiantes Secundarios (Cones), ocurriendo hechos violentos como saqueos que fueron ocasionados por grupos ajenos a la manifestación en los alrededores de la Alameda.
El 1 de junio, el Colegio de Profesores reactivó su movilización llamando a un paro nacional indefinido de actividades en protesta a la reforma en la carrera docente, sumándose a las manifestaciones.
El 27 de junio, el ministro Nicolás Eyzaguirre fue trasladado por la presidenta Bachelet desde el Ministerio de Educación hacia la secretaría General de la Presidencia (Segpres), ocupando el puesto vacante que dejó Jorge Insunza, quien renunció a su cargo debido a cuestionamientos en asesorías que realizó a la minera Antofagasta Minerals. En reemplazo de Eyzaguirre, fue designada Adriana Delpiano como Ministra de Educación.